# Avidemux
Avidemux è un software libero per semplici operazioni di montaggio video come ritagli, l'applicazione di filtri o modifiche ai codec.
È distribuito sotto i termini della licenza libera GNU General Public License.

## Caratteristiche
Il programma supporta diversi formati video come Ogg, AVI, QuickTime, MPEG ed altri compatibili con il sistema utilizzato.
Il software è scritto in C/C++, usa il toolkit grafico GTK+ che lo rende indipendente dalla piattaforma ed FFmpeg per le funzioni di riproduzione e codifica. 
Disponibile per Microsoft Windows, quasi tutte le distribuzioni GNU/Linux comprese le versioni a 64 bit, macOS, FreeBSD e NetBSD.

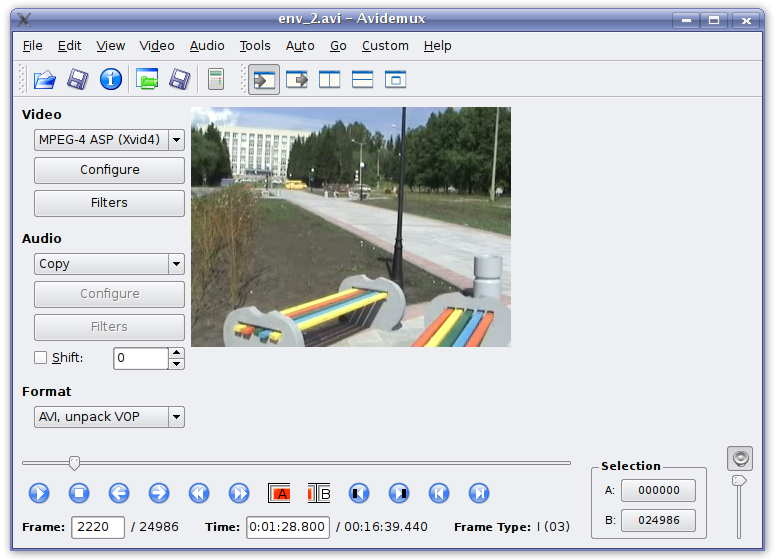
Avidemux eseguito con le Qt4

Dalla versione 2.4 è presente un'interfaccia a riga di comando, che si aggiunge a quelle utilizzate dalle librerie grafiche GTK+ e QT4.